# Scottish Premier Division 1995-1996
La Scottish Premier Division 1995-1996 è stata la 99ª edizione della massima serie del campionato scozzese di calcio, disputato tra il 26 agosto 1995 e il 4 maggio 1996 e concluso con la vittoria dei Rangers, al loro quarantaseiesimo titolo, l'ottavo consecutivo.
Capocannoniere del torneo è stato Pierre van Hooijdonk (Celtic) con 26 reti.

## Stagione

### Novità
Il posto del retrocesso Dundee Utd venne preso dal Raith Rovers.

### Formula
Le 10 squadre si affrontarono in match di andata-ritorno-andata-ritorno, per un totale di 36 giornate. Al termine della stagione, l'ultima squadra retrocedeva direttamente in Scottish First Division mentre la penultima disputava uno spareggio promozione-retrocessione con la seconda classificata della serie cadetta. Chi si aggiudicava lo spareggio, da tenere in un doppio match di andata e ritorno, guadagnava il titolo per disputare la massima serie l'anno successivo.

## Squadre partecipanti
| Club            | Stagione | Città      | Stadio            | Stagione precedente                           |
| --------------- | -------- | ---------- | ----------------- | --------------------------------------------- |
| Aberdeen        | dettagli | Aberdeen   | Pittodrie Stadium | 9º posto in Scottish Premier Division         |
| Celtic          | dettagli | Glasgow    | Celtic Park       | 4º posto in Scottish Premier Division         |
| Falkirk         | dettagli | Falkirk    | Brockville Park   | 5º posto in Scottish Premier Division         |
| Hearts          | dettagli | Edimburgo  | Tynecastle Park   | 6º posto in Scottish Premier Division         |
| Hibernian       | dettagli | Edimburgo  | Easter Road       | 3º posto in Scottish Premier Division         |
| Kilmarnock      | dettagli | Kilmarnock | Rugby Park        | 7º posto in Scottish Premier Division         |
| Motherwell      | dettagli | Motherwell | Fir Park          | 2º posto in Scottish Premier Division         |
| Partick Thistle | dettagli | Glasgow    | Firhill Stadium   | 8º posto in Scottish Premier Division         |
| Raith Rovers    | dettagli | Kirkcaldy  | Stark's Park      | 1º posto in Scottish First Division, promosso |
| Rangers         | dettagli | Glasgow    | Ibrox Park        | 1º posto in Scottish Premier Division         |

## Classifica finale
Fonte:
|       | Pos. | Squadra         | Pt | G  | V  | N  | P  | GF | GS | DR  |
| ----- | ---- | --------------- | -- | -- | -- | -- | -- | -- | -- | --- |
|       | 1.   | Rangers         | 87 | 36 | 27 | 6  | 3  | 85 | 25 | +60 |
|       | 2.   | Celtic          | 83 | 36 | 24 | 11 | 1  | 74 | 25 | +49 |
|       | 3.   | Aberdeen        | 55 | 36 | 16 | 7  | 13 | 52 | 45 | +7  |
| [ 3 ] | 4.   | Hearts          | 55 | 36 | 16 | 7  | 13 | 55 | 53 | +2  |
|       | 5.   | Hibernian       | 43 | 36 | 11 | 10 | 15 | 43 | 57 | -14 |
|       | 6.   | Raith Rovers    | 43 | 36 | 12 | 7  | 17 | 41 | 57 | -16 |
|       | 7.   | Kilmarnock      | 41 | 36 | 11 | 8  | 17 | 39 | 54 | -15 |
|       | 8.   | Motherwell      | 39 | 36 | 9  | 12 | 15 | 28 | 39 | -11 |
|       | 9.   | Partick Thistle | 30 | 36 | 8  | 6  | 22 | 29 | 62 | -33 |
|       | 10.  | Falkirk         | 24 | 36 | 6  | 6  | 24 | 31 | 60 | -29 |

Legenda:
      Campione di Scozia e qualificata in UEFA Champions League 1996-1997.
      Qualificata alla Coppa delle Coppe 1996-1997.
      Qualificata alla Coppa UEFA 1996-1997.
  Partecipa allo spareggio promozione-retrocessione.
      Retrocesso in Scottish First Division 1996-1997.
Regolamento:
Tre punti a vittoria, uno a pareggio, zero a sconfitta.
A parità di punti, le posizioni in classifica venivano determinate sulla base della differenza reti.

## Spareggi

### Spareggio promozione-retrocessione
A disputare lo spareggio furono la nona classificata della Premier Division, il Partick Thistle, contro la seconda classificata della Scottish First Division, il Dundee Utd. Il doppio confronto vide trionfare i Tangerines.
|                 | Risultati |                 | Luogo e data            |
| --------------- | --------- | --------------- | ----------------------- |
| Partick Thistle | 1-1       | Dundee Utd      | Glasgow, 12 maggio 1996 |
| Dundee Utd      | 2-1 (dts) | Partick Thistle | Dundee, 16 maggio 1996  |
|                 |           |                 |                         |

## Statistiche

### Squadre

#### Capoliste solitarie
|    | —— | ——  | ——  | ——      | ——      | ——      | ——      | ——      | ——      | ——      | ——      | ——      | ——      | ——      | ——      | ——      | ——      | ——      | ——      | ——      | ——      | ——      | ——      | ——      | ——      | ——      | ——      | ——      | ——      | ——      | ——      | ——      | ——      | ——      | ——      | —— |  |
|    |    | Ran | Cel | Rangers | Rangers | Rangers | Rangers | Rangers | Rangers | Rangers | Rangers | Rangers | Rangers | Rangers | Rangers | Rangers | Rangers | Rangers | Rangers | Rangers | Rangers | Rangers | Rangers | Rangers | Rangers | Rangers | Rangers | Rangers | Rangers | Rangers | Rangers | Rangers | Rangers | Rangers | Rangers |    |  |
|    |    |     |     |         |         |         |         |         |         |         |         |         |         |         |         |         |         |         |         |         |         |         |         |         |         |         |         |         |         |         |         |         |         |         |         |    |  |
|    |    |     |     |         |         |         |         |         |         |         |         |         |         |         |         |         |         |         |         |         |         |         |         |         |         |         |         |         |         |         |         |         |         |         |         |    |  |
| 1ª | 2ª | 3ª  | 4ª  | 5ª      | 6ª      | 7ª      | 8ª      | 9ª      | 10ª     | 11ª     | 12ª     | 13ª     | 14ª     | 15ª     | 16ª     | 17ª     | 18ª     | 19ª     | 20ª     | 21ª     | 22ª     | 23ª     | 24ª     | 25ª     | 26ª     | 27ª     | 28ª     | 29ª     | 30ª     | 31ª     | 32ª     | 33ª     | 34ª     | 35ª     | 36ª     |    |  |

### Individuali

#### Classifica marcatori
| Gol |  |  | Giocatore            | Squadra      |
| --- |  |  | -------------------- | ------------ |
| 26  |  |  | Pierre van Hooijdonk | Celtic       |
| 17  |  |  | Gordon Durie         | Rangers      |
| 16  |  |  | Ally McCoist         | Rangers      |
| 14  |  |  | Paul Gascoigne       | Rangers      |
| 13  |  |  | Paul Wright          | Kilmarnock   |
| 11  |  |  | John Collins         | Celtic       |
| 11  |  |  | John Robertson       | Hearts       |
| 10  |  |  | Darren Jackson       | Hibernian    |
| 10  |  |  | Colin Cameron        | Raith Rovers |
| 9   |  |  | Scott Booth          | Aberdeen     |
| 9   |  |  | Joe Miller           | Aberdeen     |
| 9   |  |  | Keith Wright         | Hibernian    |